# I'm Like a Virgin Losing a Child
I'm Like a Virgin Losing a Child es el primer álbum de estudio de la banda estadounidense de indie rock Manchester Orchestra. Fue lanzado por Favorite Gentlemen/Canvasback Recordings  el 14 de octubre de 2006.
La canción "Wolves at Night" aparece en el videojuego NHL 08.

## Lista de canciones
Todas las canciones escritas y compuestas por Andy Hull. 
| N.º | Título                         | Duración |  |
| 1.  | «Wolves at Night»              | 4:05     |  |
| 2.  | «Now That You're Home»         | 3:08     |  |
| 3.  | «The Neighborhood Is Bleeding» | 2:49     |  |
| 4.  | «I Can Feel Your Pain»         | 2:52     |  |
| 5.  | «Where Have You Been?»         | 6:15     |  |
| 6.  | «I Can Barely Breathe»         | 5:01     |  |
| 7.  | «Sleeper 1972»                 | 4:08     |  |
| 8.  | «Golden Ticket»                | 3:31     |  |
| 9.  | «Alice and Interiors»          | 4:19     |  |
| 10. | «Don't Let Them See You Cry»   | 1:45     |  |
| 11. | «Colly Strings»                | 5:59     |  |

## Personal
Manchester Orchestra
- Andy Hull - letras, voz, guitarra, teclados
- Chris Freeman - percusión, teclados
- Jonathan Corley - bajo
- Jeremiah Edmond - batería, percusión
- Robert McDowell - guitarra, pasante